# YuruYuri
YuruYuri (ゆるゆり) là một manga do Namori sáng tác. Phiên bản anime được Doga Kobo chuyển thể phát sóng tại Nhật Bản giữa tháng 7 và tháng 9 năm 2011; mùa thứ hai phát sóng từ tháng 7 năm 2012.

## Nội dung
Lấy bối cảnh tại trường sơ trung Nakamori tại Takaoka, Toyama, câu chuyện kể về cuộc sống thường ngày của Câu lạc bộ Giải trí  (ごらく部? Goraku-bu), với các thành viên là Akaza Akari, cùng với hai người bạn từ nhỏ là Toshino Kyoko, Funami Yui và cuối cùng là cô bạn cùng lớp, Yoshikawa Chinatsu. Bên cạnh đó, các thành viên của Hội học sinh cũng góp phần vào việc xây dựng nội dung bộ truyện.

## Nhân vật

### Câu lạc bộ Giải trí
Akari Akaza (赤座 あかり? Akaza Akari)
Lồng tiếng bởi: Shiori Mikami
Akaza Akari (13 tuổi) là nhân vật chính của bộ truyện, đồng thời là người thường thực hiện lời chào ở phần đầu mỗi tập anime, có nhóm máu A. Mặc dù vậy, cô thường được miêu tả là không có gì nổi bật và hay bị các bạn bè chiếm thời gian lên hình, vì thế cô luôn ước mình sẽ trở thành trung tâm của sự chú ý.
Akari có mái tóc đỏ với hai búi (odango) phía trên đầu. Các thành viên đã rất sốc khi phát hiện ra kỳ thực hai chiếc búi đó có thể tháo ra được. Khi còn nhỏ tóc cô dài đến ngang lưng nhưng về sau đã được cắt ngắn đi.
Akari còn là một cô bé ngoan ngoãn, sống ngăn nắp và thường đi ngủ lúc 9 giờ tối, nếu thức muộn hơn cô sẽ lăn ra ngủ và không đánh thức nổi, khi ngủ hai mắt mở một nửa trông rất đáng sợ. Akari rất thích ăn snack khoai tây ít muối.
Mọi người hay gọi cô bé là Akarin, và cô rất không thích biệt danh đó. Cô là bạn từ thuở nhỏ với Toshino Kyoko và Funami Yui, và là bạn cùng lớp với Yoshikawa Chinatsu, Ohmuro Sakurako và Furutani Himawari.
Kyōko Toshinō (歳納 京子? Toshinō Kyōko)
Lồng tiếng bởi: Yuka Ōtsubo
Toshino Kyoko (14 tuổi) dường như mới được xem là nhân vật chính của toàn bộ series, có nhóm máu B. Cô là bạn từ nhỏ của Akaza Akari và Funami Yui. Cô cũng học cùng lớp với Funami Yui, Sugiura Ayano và Ikeda Chitose. Kyoko có mái tóc vàng, mắt xanh và đeo một chiếc nơ đỏ trên đầu. Ngoài đồng phục đi học thường thấy, Kyoko có gu thời trang khá khác người và thích mặc trang phục cosplay Mirakurun- một nhân vật anime cô yêu thích. Kyoko được miêu tả là rất lười biếng, nhưng điểm lúc nào cũng cao do trước ngày thi cô mới học nhồi nhét vào đầu. Ngoài ra Kyoko còn là họa sĩ tài năng chuyên vẽ doujinshi về Mirakurun và còn bán được ở hội chợ Comic hàng năm (được gọi là hội chợ Comuket).
Kyoko chính là người thành lập câu lạc bộ giải trí trong một lần tình cờ nhặt được chìa khóa của phòng câu lạc bộ trà đạo trước đây. Cô luôn năng động, lạc quan và thích trêu chọc mọi người, khác hẳn với ngày còn bé, Kyoko nhút nhát và ngượng ngùng, khóc nhè rất nhiều. Cô thường ngủ lại ở nhà Yui vì biết Yui ở một mình rất cô đơn (nhưng Yui quá xấu hổ để thừa nhận) và hay có những trò đùa ngớ ngẩn khiến Yui thường phải la rầy, thậm chí là cốc đầu mình. Mặc dù vậy, Kyoko và Yui có mối quan hệ tốt đẹp và nói rằng mình yêu người kia. Tuy có vẻ trẻ con trong hành xử nhưng Kyoko rất sâu sắc, hiểu biết và thực ra cô cũng là người lớn tuổi nhất trong câu lạc bộ (Kyoko lớn hơn Yui 25 ngày tuổi).
Bên cạnh đó, Kyoko còn rất thích Chinatsu và thường xuyên ôm ấp điên cuồng vì Chinatsu trông khá giống Mirakurun. Chinatsu có tình cảm với Yui còn Kyoko lại hay thân thiết với Yui khiến Chinatsu ghen. Chinatsu luôn tỏ ra khó chịu với Kyoko nhưng thực ra yêu quý và có ấn tượng với cô, hai người cũng từng đi hẹn hò một lần.
Phó chủ tịch Hội học sinh- Sugiura Ayano có tình cảm sâu đậm với Kyoko nhưng không bao giờ chịu thừa nhận, và Kyoko cũng không hề biết Ayano thích mình. Cô thường hay trêu chọc và cũng có những hành động thân mật như ôm ấp, bá vai khiến Ayano đỏ mặt. Kyoko và Ayano có một "shipper" cuồng nhiệt là Ikeda Chitose, cũng là một thành viên Hội học sinh.
Kyoko cũng thường hay làm phiền Ikeda Chizuru, em gái của Ikeda Chitose khiến Chizuru rất dị ứng với cô.
Kyoko rất thích ăn kem vị nho khô Rum raisin và cũng hay ăn trộm pudding của Ayano để trong tủ lạnh ở phòng của Hội học sinh.
Yui Funami (船見 結衣? Funami Yui)
Lồng tiếng bởi: Minami Tsuda
Funami Yui (14 tuổi) là bạn từ nhỏ của Akaza Akari và Toshino Kyoko, đồng thời học cùng lớp với Kyoko, Sugiura Ayano và Ikeda Chitose, có nhóm máu O. Cô có mái tóc đen ngắn và chiều cao nhỉnh hơn các nhân vật khác. Cô được miêu tả là một cô gái trưởng thành, đáng tin cậy và có trách nhiệm, mặc dù cô nhỏ hơn Kyoko 25 ngày tuổi. Yui thường ít cười nói, trừ lúc cô không nhịn được mà phải che miệng cười trước những câu chơi chữ ngớ ngẩn của Sugiura Ayano. Cô thường xuyên phải trông coi và chịu đựng Kyoko vì những trò nghịch ngợm, nhưng thực sự rất yêu thương Kyoko.
Yoshikawa Chinatsu rất thích cô và luôn coi cô là hoàng tử. Yui biết rõ điều đó nhưng luôn giữ khoảng cách nhất định để duy trì quan hệ bạn bè với Chinatsu. Có vẻ như Yui không có tình cảm với Chinatsu, và có đôi lúc không thoải mái khi Chinatsu phát cuồng mình quá trớn.
Yui có thể nấu ăn khá tốt và chơi game rất giỏi. Cô dọn ra sống một mình tại căn hộ để trở nên tự lập hơn, điều làm Yui cô đơn, mặc dù cô không dám thừa nhận. Kyoko biết rõ điều đó nên thường tới nhà cô ngủ lại qua đêm, và Yui cũng thường mua kem vị nho khô để Kyoko có thể ăn mỗi lần ghé qua. Cô còn rất sợ côn trùng, đặc biệt là nhện, cô từng gọi cả ba người Akari, Chinatsu và Kyoko đến nhà để đuổi con nhện bám trên áo mình.
Chinatsu Yoshikawa (吉川 ちなつ? Yoshikawa Chinatsu)
Lồng tiếng bởi: Rumi Ōkubo
Yoshikawa Chinatsu (13 tuổi) là bạn cùng lớp với Akaza Akari, Ohmuro Sakurako và Furutani Himawari, có nhóm máu AB. Ban đầu Chinatsu vốn đến tham gia Câu lạc bộ Trà đạo nhưng phát hiện căn phòng đã bị chiếm dụng bởi Câu lạc bộ Giải trí, rốt cục vì ngưỡng mộ trước vẻ lạnh lùng khá ngầu của Yui nên Chinatsu cũng chịu ở lại. Chinatsu có mái tóc hồng, buộc hai bên và được miêu tả như một con quái vật đáng sợ có thể nuốt vào mọi vật bám lên đó như viên bi, mảnh giấy,... Kyoko rất thích Chinatsu vì trông cô giống Mirakurun- nhân vật anime yêu thích của Kyoko, ngược lại Chinatsu lại tỏ ra không ưa Kyoko vì những câu nói và hành vi quá trớn, bên cạnh đó còn là vì cô ghen với Kyoko vì luôn thân thiết với Yui. Chinatsu rất thích Yui và luôn tưởng tượng Yui là hoàng tử, cô có thể làm bất cứ việc gì chỉ để khiến Yui hài lòng.
Bên cạnh việc đáng yêu và thân thiện, Chinatsu cũng có một số nét tính cách đáng sợ, khá ích kỷ và rất vụng trong những việc cần khéo tay như vẽ vời, nấu nướng. Mọi người rất sợ những bức tranh kinh dị của Chinatsu và không dám ăn món gì do cô bé nấu. Điều đặc biệt là Chinatsu càng để tâm vào tác phẩm của mình, thành quả lại càng tệ hại. Vì thế mọi người rất bất ngờ khi món bánh sandwich do cô chuẩn bị vội vàng thực ra lại ăn rất ngon, hay một lần Chinatsu bị ốm và không tỉnh táo thì cô lại vẽ rất đẹp, nấu ăn xuất sắc bất ngờ và còn ném bóng trúng rổ khiến đội của cô thắng.
Chinatsu từng bắt nạt Kyoko lúc còn nhỏ và đã cãi nhau với Yui nhưng cô không nhớ, chỉ có Akari dường như phát hiện ra Chinatsu chính là người đó khi nhận ra mái tóc hồng của cô nhóc trong ảnh rất giống với tóc Chinatsu.
Chinatsu thường bị bắt phải cosplay Mirakurun, nhất là khi Mari, em họ của Yui muốn xem. Mari thần tượng Mirakurun, nhưng cô bé rất thất vọng vì Chinatsu thực hiện sai động tác, cử chỉ của Mirakurun.

### Hội học sinh
Ayano Sugiura (杉浦 綾乃? Sugiura Ayano)
Lồng tiếng bởi: Saki Fujita
Sugiura Ayano (14 tuổi) là Phó chủ tịch của Hội học sinh, học cùng lớp với Toshino Kyoko, Funami Yui và Ikeda Chitose. Cô là một cô gái lịch sự, lãng mạn, dễ xấu hổ. Cô có chiều cao tương đối, mái tóc hồng tối màu hơn so với Chinatsu và được buộc phía sau. Hình tượng của cô đối nghịch hoàn toàn với Ohmuro Sakurako. Ayano rất chăm chỉ trong học tập cũng như rất nghiêm túc trong các công việc của Hội học sinh. Cô luôn coi Toshino Kyoko là đối thủ của mình vì Kyoko lúc nào kiểm tra cũng được điểm cao hơn.
Ayano yêu Kyoko, luôn muốn gần gũi với Kyoko nhưng không bao giờ chịu thừa nhận. Cô có thói quen đến Câu lạc bộ giải trí và bật tung cửa ra, gọi Kyoko bằng cả họ tên: "Toshino Kyoko!". Ayano luôn tỏ thái độ thù địch và ghét bỏ với Kyoko mặc dù trong lòng không muốn thế, cô cũng hay tìm cách gây sự với Kyoko chỉ để có cớ nói chuyện với Kyoko. Cho tới phần Yuru Yuri San Hai, Ayano mới bắt đầu mở lòng và sống thật với cảm xúc của mình và hai người trở nên thân thiết hơn. Mặc dù vậy, Kyoko dường như không biết Ayano thích cô.
Ayano thích ăn pudding caramel và hay mua để trong tủ lạnh ở phòng của Hội học sinh, nhưng hay bị Kyoko và Sakurako ăn mất. Cô còn thích dùng những từ chơi chữ nhạt nhẽo không liên quan khi nói chuyện khiến Yui không nhịn nổi cười. Ayano rất sợ rắn giống Himawari.
Cô rất thân với Chitose Ikeda và hai người ít khi xuất hiện mà không có nhau.
Chitose Ikeda (池田 千歳? Ikeda Chitose)
Lồng tiếng bởi: Aki Toyosaki
Ikeda Chitose (14 tuổi) là bạn cùng lớp với Sugiura Ayano, Funami Yui và Toshino Kyoko. Cô là bạn thân, thường xuyên xuất hiện bên cạnh Ayano xuyên suốt các tập phim. Cô bé có mái tóc trắng ngả màu tím, đeo kính và có một em gái sinh đôi học lớp khác là Ikeda Chizuru. Hai chị em rất giống nhau ngoại trừ màu mắt, giọng nói và tính cách.
Chitose là một cô gái dễ thương, nhẹ nhàng và cũng là một học sinh giỏi, thường nằm trong top 10 trên bảng điểm. Cô có niềm yêu thích đặc biệt với các sản phẩm yuri và "nạn nhân" của sở thích này chính là Kyoko và Ayano. Chitose thường bỏ kính ra và liên tưởng đến những cảnh người lớn giữa Ayano và Kyoko rồi chảy máu mũi. Trong Yuru Yuri Season 1 tập 12, khi Ayano hôn má Kyoko, cô đã chảy rất nhiều máu đến mức dính đầy trong phòng khiến mọi người rất lo lắng. Vì vậy cô cũng luôn ủng hộ mối quan hệ giữa Ayano và Kyoko.
Chitose nói giọng Kansai và có "tình yêu đặc biệt" với củ cải muối. Cô sẽ bị say khi ăn chocolate và sẽ hôn bất kỳ người nào cô nhìn thấy, kể cả em gái mình.
Cô được cho là có mối quan hệ khá phức tạp với em gái Chizuru.
Sakurako Ohmuro (大室 櫻子? Ōmuro Sakurako)
Lồng tiếng bởi: Emiri Katō
Ohmuro Sakurako (13 tuổi) là thành viên Hội học sinh, cũng là bạn cùng lớp với Furutani Himawari, Akaza Akari và Yoshikawa Chinatsu. Cô thường được Kyoko gọi là "Sakucchan". Sakurako có mắt nâu, mái tóc nâu vàng, đi cùng với hai chiếc kẹp tóc một đen, một đỏ. Cô là hình tượng hoàn toàn ngược lại với Sugiura Ayano. Tuy là thành viên của Hội học sinh, Sakurako rất lười biếng, học kém trừ môn thể dục. Sakurako cũng rất nghịch ngợm, trẻ con, đãng trí, không đáng tin cậy và khá tham ăn. Cô thường xuyên phải nhờ Himawari nấu ăn và giảng bài cho mình, mặc dù có vẻ như cuối cùng đều là Himawari làm hộ, hoặc cô chép của Himawari. Sakurako được cho là phiên bản tệ hại hơn của Kyoko vì cô còn không viết chính tả cho đúng được, và lười đến mức chỉ ăn đồ ăn đóng hộp hoặc nấu sẵn.
Tuy vậy Sakurako cũng là một cô gái đáng yêu, năng động, giỏi thể thao và quan tâm đến người khác như tiền bối Sugiura Ayano và đặc biệt là Furutani Himawari. Sakurako và Himawari là bạn với nhau từ nhỏ, nhà ở gần nhau, cả hai rất thân thiết và còn ký vào giấy đăng ký kết hôn. Nhưng khi lớn lên Sakurako coi Himawari là kẻ thù số một của mình vì Himawari có vòng một ấn tượng trong khi bản thân cô "phẳng lỳ", hơn nữa gần như mọi mặt Himawari đều hơn cô. Hai người đều đang tranh giành chức vụ Phó chủ tịch Hội học sinh một khi Ayano lên làm Chủ tịch thay cho Matsumoto Rise. Mặc dù thường xuyên cãi nhau, nhưng cả hai hiếm khi xuất hiện thiếu người kia, luôn đi học và về nhà cùng nhau, thậm chí còn đi hẹn hò không ít lần.
Sakurako rất thích isobe chiên, pudding caramel và hay ăn trộm pudding của Ayano để trong tủ lạnh trong phòng họp. Cô cũng rất sợ gián.
Sakurako còn có một em gái Ohmuro Hanako (8 tuổi) và chị gái Ohmuro Nadeshiko (18 tuổi). Ba chị em là nhân vật chính trong bộ spin-off Ohmuro-ke.
Himawari Furutani (古谷 向日葵? Furutani Himawari)
Lồng tiếng bởi: Suzuko Mimori
Furutani Himawari (13 tuổi), hay còn gọi là Himako bởi Nadeshiko, là thành viên Hội học sinh, bạn cùng lớp với Ohmuro Sakurako, Akaza Akari và Yoshikawa Chinatsu. Cô thường được Kyoko gọi là "Himacchan" và một biệt danh nhạy cảm liên quan đến vòng 1 phát triển của mình và cô cực kì không thích biệt danh đó, tuy nhiên Sakurako lại muốn được gọi bằng biệt danh đó vì cô muốn tương lai mình cũng sẽ như vậy. Đặc điểm dễ nhận thấy của Himawari là tóc xanh dương, đeo một chiếc băng đô và cơ thể khá phát triển so với tuổi. Cô là một nữ sinh thanh lịch, học giỏi, trưởng thành và đảm đang. Himawari có thể nấu ăn rất tốt, thường xuyên nấu ăn cho mình và em gái Kaede, thậm chí là cả Sakurako. Cô còn có thể đan len và đã dạy Chinatsu đan khăn quàng. Mặc dù học tốt nhưng Himawari lại sợ môn thể dục, là môn duy nhất cô thua Sakurako. Ước mơ hồi nhỏ của Himawari đó là trở thành người làm kẹo cho Sakurako ăn.
Riêng ở bên cạnh Sakurako, Himawari trở nên khá bạo lực và thường xuyên "bụp" cô vì những trò đùa tai quái, khá giống như Yui đối với Kyoko. Hai người có mối quan hệ khăng khít từ bé, nhưng bắt đầu coi nhau là kẻ thù khi tranh giành vị trí Phó chủ tịch Hội học sinh, kể từ đó cả hai luôn xung đột và cãi nhau. Mặc dù vậy, Himawari rất quan tâm đến Sakurako, luôn giúp cô nấu ăn và làm bài tập về nhà. Nhìn chung, Sakurako và Himawari có tình cảm với nhau nhưng với kiểu tính cách tsundere thì không ai chịu thừa nhận, và đây cũng là cặp đôi rất được yêu thích. Trong Yuru Yuri Season 2 tập 3, Sakurako đã rất ghen khi Himawari vì dạy Chinatsu đan khăn ngày Valentine mà không đi về cùng mình.
Himawari luôn nhạy cảm với cơ thể mình, nhất là vòng một quá phát triển của cô, và Sakurako luôn lấy điều đó ra để chọc ghẹo cô. Khi Himawari phát hiện mình tăng cân, cô đã nhịn ăn ba ngày liền để em gái Kaede (6 tuổi) rất lo lắng, cho đến khi Sakurako ngăn cô lại và nói rằng trên người cô chẳng có chỗ nào thay đổi cả. Về sau Himawari nhận ra chính là do size ngực đã lớn thêm một chút, tuy không phải là tăng cân nhưng đây cũng là một vấn đề phiền phức không kém với cô.
Himawari rất sợ rắn, giống Ayano. Trong manga còn đề cập tới việc cô bị huyết áp thấp.
Rise Matsumoto (松本 りせ? Matsumoto Rise)
Lồng tiếng bởi: Saori Gotō (??)
Matsumoto Rise (15 tuổi) là Hội trưởng Hội học sinh, là nhân vật khá đặc biệt được miêu tả là có giọng nói quá nhỏ không ai nghe thấy, trừ cô giáo Nishigaki Nana hiểu được. Cô là nữ sinh lớn tuổi nhất trong Hội học sinh nhưng lại có chiều cao thấp hơn cả, tóc đen và mắt màu đỏ, gương mặt trắng hơi tái, thường ngồi ở trong phòng họp của Hội học sinh nên ban đầu mọi người còn tưởng cô là hồn ma.
Rise là một cô gái điềm tĩnh, dịu dàng và tốt bụng. Cô thường quan sát mọi người và mọi việc xảy ra xung quanh mình.
Rise dường như có mối quan hệ tình cảm khá đặc biệt với cô giáo môn khoa học Nishigaki Nana, và thường xuyên là vật thí nghiệm cho các phát minh gây nổ của Nana.

### Các thành viên gia đình
Mari Funami (船見 まり? Funami Mari)
Lồng tiếng bởi: Maaya Uchida
Funami Mari là em họ của Funami Yui. Cô bé là fan cuồng của Mirakurun và tưởng đó chính là Chinatsu, cho tới khi Chinatsu thực hiện sai động tác của Mirakurun khi đang cosplay thì cô bé mới vỡ mộng và không có thiện cảm với Chinatsu cho lắm.
Mari xuất hiện lần đầu ở mùa 1, tập 6. Cô bé được minh họa là có đôi mắt vô cảm và thường không vui vẻ, trừ khi được ăn món nhím biển và xem Mirakurun.
Kaede Furutani (古谷 楓? Furutani Kaede)
Lồng tiếng bởi: Aya Uchida
Furutani Kaede (6 tuổi) là em gái của Furutani Himawari. Cô bé có ngoại hình khá giống chị mình, rất ngây thơ và thông minh. Khi Himawari nhịn ăn ba ngày để giảm cân, Kaede đã rất lo lắng và nói rằng chị gái mình không béo lên chút nào cả.
Kaede thường hay đụng vào nỗi đau "hai lưng" của Sakurako bằng cách đem ngực của Sakurako và chị mình ra so sánh.
Tên của cô bé, Kaede nghĩa là "cây phong" trong khi tên của Himawari là "hoa hướng dương".
Chizuru Ikeda (池田 千鶴? Ikeda Chizuru)
Lồng tiếng bởi: Momo Kuraguchi
Ikeda Chizuru (14 tuổi) là em gái sinh đôi của Ikeda Chitose. Hai người trông giống hệt nhau, đều có mái tóc trắng và đeo kính, ngoại trừ Chizuru có đôi mắt xanh lá, còn mắt Chitose màu xanh tím. Chizuru học khác lớp với Chitose, vì vậy mọi người đều không hay biết Chitose có em gái và rất sốc khi phát hiện ra.
Chizuru có tính cách trái ngược hoàn toàn với Chitose. Cô rất lạnh lùng với tất cả mọi người trừ chị gái. Cho đến phần Yuru Yuri San Hai, Chizuru mới mở lòng hơn một chút với bạn cùng lớp, sau cuộc trò chuyện tình cờ với Kaede, em gái của Himawari. Kaede nói rằng Chizuru cười rất đẹp, và cô quyết định rằng mình sẽ cư xử thân thiện hơn một chút. Chizuru đặc biệt không yêu thích Toshino Kyoko cho lắm vì Kyoko hay trêu chọc cô, và là người chen vào giữa cặp đôi cô luôn ủng hộ là chị gái Chitose và Ayano.
Chizuru cũng có sở thích tưởng tượng về yuri giống Chitose, nhưng cô lại gán ghép Chitose với Ayano. Thay vì chảy máu mũi thì cô chảy nước miếng.
Akane Akaza (赤座 あかね? Akaza Akane)
Lồng tiếng bởi: Yui Horie
Akaza Akane (19 tuổi) là chị gái của Akaza Akari. Cô không bao giờ mở mắt trong suốt series, kể cả khi nhìn thấy tác phẩm nghệ thuật kinh dị của Chinatsu vẫn không mở. Cô làm việc bán thời gian tại một nhà hàng đồ ăn nhanh và là bạn của chị gái Chinatsu, Yoshikawa Tomoko.
Cô có tình cảm đặc biệt hơn mức chị em dành cho Akari, và luôn phát cuồng vì em gái như đội quần lót của Akari lên đầu và dán đầy hình của Akari quanh phòng, đến gối ôm cũng in hình Akari. Cô cũng luôn ủng hộ và cổ vũ em gái trong mọi chuyện,
Tomoko Yoshikawa (吉川 ともこ? Yoshikawa Tomoko)
Lồng tiếng bởi: Ayano Ishikawa
Yoshikawa Tomoko (19 tuổi) là chị gái của Yoshikawa Chinatsu, cựu thành viên Câu lạc bộ Trà đạo. Có lẽ vì thế nên ban đầu Chinatsu cũng đăng ký vào câu lạc bộ này giống chị mình. Tomoko là người duy nhất thấy em mình khéo tay và luôn miệng khen các bức tranh của Chinatsu đẹp tuyệt vời.
Cô là bạn của Akaza Akane, chị gái Akaza Akari và có tình cảm đơn phương vô cùng mãnh liệt với Akane.
Nadeshiko Ohmuro (大室 撫子? Ōmuro Nadeshiko)
Lồng tiếng bởi: Chiwa Saitō
Ohmuro Nadeshiko (18 tuổi), chị gái của Ohmuro Sakurako là một cô gái lịch sự, thông minh và có trách nhiệm, mặc dù ngực phẳng y hệt em gái mình. Cô đang trong mối quan hệ với một cô gái khác và họ đã từng ngủ chung, điều mà Himawari đã vô tình nghe được khi cô đang nói chuyện điện thoại. Nadeshiko còn rất thích chocolate và luôn chú trọng đến việc ăn uống tử tế, nhưng Sakurako lại thường xuyên bắt cả nhà ăn đồ đóng hộp vì quá lười nấu.
Nadeshiko thường gọi Himawari là Himako. Cô đã giúp Sakurako và Himawari điền tên vào tờ giấy đăng ký kết hôn khi cả hai còn nhỏ, và cô vẫn luôn nhớ câu chuyện đó đến tận bây giờ nhưng hai người kia thì không nhớ.
Cô cùng với Sakurako và Hanako là nhân vật chính trong Ohmuro-ke.
Hanako Ohmuro (大室 花子? Ōmuro Hanako)
Lồng tiếng bởi: Rina Hidaka
Ohmuro Hanako (8 tuổi) là em gái của Ohmuro Nadeshiko và Ohmuro Sakurako. Cô bé luôn noi gương Nadeshiko, chăm chỉ, già dặn và biết xử lý nhanh trong mọi tình huống, nhất là trong tập 1, phần Yuru Yuri San Hai, Akari đã rất bất ngờ và xấu hổ vì mình trẻ con hơn cả Hanako. Hanako thường tự làm mọi việc một mình, và học rất tốt ở trường tiểu học.
Hanako cùng với hai chị gái là nhân vật chính trong Ohmuro-ke.